# Volpino italiano
El volpino italiano (literalmente zorrito italiano) es un perro de tipo spitz originario de Italia.

## Orígenes
El volpino es un perro de orígenes muy antiguos, cuya cepa pertenece a la spitz. Extendida en el Renacimiento, aparece en algunas representaciones de la época, sin embargo hacia 1965 estaba en peligro de desaparecer (según registros ENCI) y sólo recientemente se está recuperando numérica y cualitativamente.

## Carácter
A pesar de ser un perro pequeño es muy decidido y enérgico, alegre y juguetón y muy apegado a sus amos. Muy territoriales y siempre atentos y alerta, tienen una inteligencia asombrosa.

## Clubs y organizaciones
- Club italiano (Ente Nazionale della Cinofilia Italiana (ENCI)
- Club en Norteamérica

- Datos: Q38196
- Multimedia: Volpino Italiano / Q38196